# Campeonato Metropolitano 1973 (Argentina)
El llamado Torneo Metropolitano 1973 fue el quincuagésimo primero de la era profesional y el primero de los dos disputados ese año organizados por la Asociación del Fútbol Argentino, en lo que constituyó la cuadragésima tercera temporada de la era profesional de la Primera División. Se disputó entre el 2 de marzo y el 30 de septiembre, en dos rondas, por el sistema de todos contra todos. 
El Club Atlético Huracán se coronó por quinta vez y por primera vez en el profesionalismo, bajo la dirección técnica de César Luis Menotti, el que, según un amplio espectro de la prensa especializada, conformó un equipo que hizo historia en el fútbol argentino, con un juego de alto vuelo, notablemente vistoso, brillante y efectivo, sobre todo en la primera rueda del torneo, y se consagró dos fechas antes de la finalización del mismo, a pesar de perder por 2 a 1, de local, contra el Club de Gimnasia y Esgrima La Plata. También fue el primer club, fuera de los cinco grandes, en ganar un torneo largo en el profesionalismo.
Con ese logro, fue el primer ganador de un Torneo Metropolitano clasificado directamente a la Copa Libertadores junto al campeón del Campeonato Nacional 1973, el Club Atlético Rosario Central.
Por otra parte, no se establecieron descensos, y clasificaron al próximo Torneo Nacional todos los equipos que tomaron parte del certamen.

## Ascensos y descensos
| Pos | Equipo ascendido |
| --- | ---------------- |
| 1.º | All Boys         |

| Pos       | Equipos descendidos en la temporada 1972 |
| --------- | ---------------------------------------- |
| 5.º Recl. | Lanús                                    |
| 6.º Recl. | Banfield                                 |

De esta forma, el número de participantes se redujo a 17.

## Equipos
| Equipo             | Ciudad       |
| ------------------ | ------------ |
| All Boys           | Buenos Aires |
| Argentinos Juniors | Buenos Aires |
| Atlanta            | Buenos Aires |
| Boca Juniors       | Buenos Aires |
| Chacarita Juniors  | Villa Maipú  |
| Colón              | Santa Fe     |
| Estudiantes        | La Plata     |
| Ferro Carril Oeste | Buenos Aires |
| Gimnasia y Esgrima | La Plata     |
| Huracán            | Buenos Aires |
| Independiente      | Avellaneda   |
| Newell's Old Boys  | Rosario      |
| Racing Club        | Avellaneda   |
| River Plate        | Buenos Aires |
| Rosario Central    | Rosario      |
| San Lorenzo        | Buenos Aires |
| Vélez Sarsfield    | Buenos Aires |

### Distribución geográfica de los equipos
| Región                 | Cant. | Equipos |
| ---------------------- | ----- | --- |
| Ciudad de Buenos Aires | 9     | All Boys, Argentinos Juniors, Atlanta, Boca Juniors, Ferro Carril Oeste, Huracán, River Plate, San Lorenzo y Vélez Sarsfield |
| conurbano bonaerense   | 3     | Chacarita Juniors, Independiente y Racing Club                                                                               |
| Provincia de Santa Fe  | 3     | Colón, Newell's Old Boys y Rosario Central                                                                                   |
| Ciudad de La Plata     | 2     | Estudiantes y Gimnasia y Esgrima                                                                                             |

## Tabla de posiciones final
| Pos. | Equipo                  | Pts. | PJ | PG | PE | PP | GF | GC | Dif. |
| ---- | ----------------------- | ---- | -- | -- | -- | -- | -- | -- | ---- |
| 1.º  | Huracán                 | 46   | 32 | 19 | 8  | 5  | 62 | 30 | 32   |
| 2.º  | Boca Juniors            | 42   | 32 | 18 | 6  | 8  | 69 | 37 | 32   |
| 3.º  | San Lorenzo             | 40   | 32 | 15 | 10 | 7  | 52 | 37 | 15   |
| 4.º  | Independiente           | 38   | 32 | 15 | 8  | 9  | 44 | 32 | 12   |
| 5.º  | River Plate             | 37   | 32 | 15 | 7  | 10 | 59 | 56 | 3    |
| 6.º  | Vélez Sarsfield         | 34   | 32 | 13 | 8  | 11 | 49 | 46 | 3    |
| 7.º  | Estudiantes (LP)        | 33   | 32 | 12 | 9  | 11 | 51 | 47 | 4    |
| 8.º  | Rosario Central         | 33   | 32 | 12 | 9  | 11 | 44 | 46 | −2   |
| 9.º  | Atlanta                 | 32   | 32 | 12 | 8  | 12 | 33 | 39 | −6   |
| 10.º | Argentinos Juniors      | 31   | 32 | 12 | 7  | 13 | 41 | 50 | −9   |
| 11.º | Gimnasia y Esgrima (LP) | 30   | 32 | 9  | 12 | 11 | 54 | 55 | −1   |
| 12.º | Racing Club             | 30   | 32 | 8  | 14 | 10 | 44 | 47 | −3   |
| 13.º | Chacarita Juniors       | 27   | 32 | 8  | 11 | 13 | 34 | 46 | −12  |
| 14.º | Newell's Old Boys       | 26   | 32 | 10 | 6  | 16 | 45 | 54 | −9   |
| 15.º | Colón                   | 24   | 32 | 5  | 14 | 13 | 32 | 45 | −13  |
| 16.º | All Boys                | 21   | 32 | 8  | 5  | 19 | 34 | 60 | −26  |
| 17.º | Ferro Carril Oeste      | 20   | 32 | 7  | 6  | 19 | 36 | 56 | −20  |

### Evolución de las posiciones
| Equipo / Fecha     | 1  | 2  | 3  | 4  | 5  | 6  | 7  | 8  | 9  | 10 | 11 | 12 | 13 | 14 | 15 | 16 | 17 | 18 | 19 | 20 | 21 | 22 | 23 | 24 | 25 | 26 | 27 | 28 | 29 | 30 | 31 | 32 | 33 | 34 |
| ------------------ | -- | -- | -- | -- | -- | -- | -- | -- | -- | -- | -- | -- | -- | -- | -- | -- | -- | -- | -- | -- | -- | -- | -- | -- | -- | -- | -- | -- | -- | -- | -- | -- | -- | -- |
| Huracán            | 1  | 1  | 1  | 1  | 1  | 1  | 1  | 1  | 2  | 1  | 1  | 1  | 1  | 1  | 1  | 1  | 1  | 1  | 1  | 1  | 1  | 1  | 1  | 1  | 1  | 1  | 1  | 1  | 1  | 1  | 1  | 1  | 1  | 1  |
| Boca Juniors       | 14 | 6  | 7  | 2  | 5  | 4  | 2  | 4  | 4  | 4  | 4  | 4  | 4  | 3  | 4  | 4  | 4  | 2  | 2  | 2  | 2  | 3  | 4  | 2  | 2  | 3  | 2  | 2  | 2  | 2  | 2  | 2  | 2  | 2  |
| San Lorenzo        | 3  | 4  | 4  | 4  | 2  | 3  | 3  | 5  | 5  | 5  | 5  | 6  | 5  | 6  | 5  | 5  | 5  | 5  | 5  | 5  | 5  | 5  | 5  | 5  | 5  | 5  | 5  | 5  | 4  | 4  | 3  | 3  | 3  | 3  |
| Independiente      | 12 | 7  | 5  | 5  | 4  | 5  | 5  | 3  | 3  | 2  | 3  | 3  | 3  | 4  | 3  | 3  | 2  | 3  | 3  | 4  | 4  | 4  | 2  | 3  | 4  | 4  | 4  | 4  | 5  | 5  | 5  | 4  | 4  | 4  |
| River Plate        | 5  | 2  | 2  | 3  | 3  | 2  | 4  | 2  | 1  | 3  | 2  | 2  | 2  | 2  | 2  | 2  | 3  | 4  | 4  | 3  | 3  | 2  | 3  | 4  | 3  | 2  | 3  | 3  | 3  | 3  | 4  | 5  | 5  | 5  |
| Vélez Sarsfield    | 2  | 3  | 3  | 6  | 6  | 7  | 6  | 6  | 8  | 8  | 7  | 5  | 8  | 5  | 6  | 6  | 6  | 7  | 6  | 6  | 6  | 6  | 6  | 6  | 7  | 7  | 7  | 6  | 7  | 6  | 7  | 6  | 6  | 6  |
| Estudiantes (LP)   | 4  | 8  | 6  | 7  | 7  | 8  | 8  | 10 | 11 | 7  | 6  | 7  | 6  | 7  | 9  | 8  | 9  | 10 | 10 | 9  | 9  | 10 | 11 | 13 | 13 | 12 | 10 | 10 | 10 | 9  | 6  | 7  | 7  | 7  |
| Rosario Central    | 6  | 9  | 9  | 14 | 10 | 6  | 7  | 7  | 6  | 9  | 9  | 11 | 9  | 12 | 12 | 12 | 10 | 9  | 8  | 7  | 7  | 7  | 7  | 7  | 6  | 6  | 6  | 7  | 6  | 7  | 8  | 8  | 8  | 8  |
| Atlanta            | 16 | 11 | 12 | 9  | 8  | 10 | 10 | 11 | 10 | 11 | 12 | 10 | 12 | 10 | 11 | 10 | 8  | 6  | 7  | 8  | 8  | 9  | 8  | 9  | 9  | 9  | 9  | 8  | 9  | 8  | 9  | 9  | 10 | 9  |
| Argentinos Juniors | 17 | 17 | 11 | 8  | 11 | 11 | 11 | 9  | 7  | 6  | 8  | 8  | 7  | 8  | 7  | 7  | 7  | 8  | 9  | 10 | 10 | 8  | 9  | 8  | 8  | 8  | 8  | 9  | 8  | 10 | 10 | 11 | 9  | 10 |
| Gimnasia (LP)      | 6  | 14 | 15 | 11 | 12 | 14 | 16 | 16 | 15 | 14 | 14 | 15 | 13 | 11 | 10 | 11 | 12 | 12 | 11 | 11 | 11 | 11 | 10 | 12 | 12 | 11 | 11 | 11 | 11 | 11 | 11 | 10 | 11 | 11 |
| Racing Club        | 6  | 12 | 13 | 13 | 15 | 15 | 12 | 12 | 12 | 13 | 10 | 9  | 10 | 14 | 14 | 13 | 13 | 14 | 14 | 13 | 14 | 14 | 12 | 10 | 10 | 10 | 12 | 12 | 12 | 12 | 12 | 12 | 12 | 12 |
| Chacarita Juniors  | 10 | 5  | 8  | 10 | 9  | 9  | 9  | 8  | 9  | 10 | 11 | 12 | 11 | 9  | 8  | 9  | 11 | 11 | 12 | 12 | 12 | 12 | 13 | 11 | 11 | 14 | 13 | 14 | 13 | 13 | 14 | 14 | 14 | 13 |
| Newell's Old Boys  | 13 | 15 | 16 | 12 | 13 | 12 | 14 | 13 | 13 | 12 | 13 | 14 | 14 | 15 | 15 | 15 | 15 | 13 | 13 | 14 | 15 | 15 | 15 | 14 | 15 | 15 | 15 | 13 | 14 | 14 | 13 | 13 | 13 | 14 |
| Colón              | 6  | 10 | 10 | 15 | 14 | 13 | 15 | 14 | 14 | 15 | 15 | 13 | 15 | 13 | 13 | 14 | 14 | 15 | 15 | 15 | 13 | 13 | 14 | 15 | 14 | 13 | 14 | 15 | 15 | 15 | 15 | 15 | 15 | 15 |
| All Boys           | 15 | 16 | 17 | 17 | 17 | 17 | 17 | 17 | 17 | 17 | 17 | 17 | 17 | 16 | 16 | 17 | 16 | 17 | 17 | 17 | 16 | 16 | 16 | 16 | 16 | 16 | 17 | 16 | 17 | 16 | 16 | 16 | 17 | 16 |
| Ferro Carril Oeste | 10 | 13 | 14 | 16 | 16 | 16 | 13 | 15 | 16 | 16 | 16 | 16 | 16 | 17 | 17 | 16 | 17 | 16 | 16 | 16 | 17 | 17 | 17 | 17 | 17 | 17 | 16 | 17 | 16 | 17 | 17 | 17 | 16 | 17 |

- Fuente:

Nota: Los partidos correspondientes a la fecha 21 se jugaron después de la fecha 20. Por lo tanto, en la tabla de evolución de posiciones en la columna de la fecha 21, se tienen en cuenta los encuentros de la fecha 20 y viceversa.

## Resultados

### Primera rueda
| Fecha 1              | Fecha 1   | Fecha 1            | Fecha 1                | Fecha 1    |
| Local                | Resultado | Visitante          | Estadio                | Fecha      |
| -------------------- | --------- | ------------------ | ---------------------- | ---------- |
| Racing Club          | 1 - 1     | Colón              | El Cilindro            | 2 de marzo |
| River Plate          | 2 - 1     | Boca Juniors       | Monumental             | 4 de marzo |
| All Boys             | 1 - 3     | San Lorenzo        | Atlanta                | 4 de marzo |
| Vélez Sarsfield      | 3 - 0     | Atlanta            | José Amalfitani        | 4 de marzo |
| Estudiantes          | 3 - 2     | Newell's Old Boys  | Estudiantes            | 4 de marzo |
| Huracán              | 6 - 1     | Argentinos Juniors | Tomás A. Ducó          | 4 de marzo |
| Rosario Central      | 1 - 1     | Gimnasia (LP)      | El Gigante de Arroyito | 4 de marzo |
| Chacarita Juniors    | 0 - 0     | Ferro Carril Oeste | Chacarita Juniors      | 4 de marzo |
| Libre: Independiente |           |                    |                        |            |

| Fecha 2            | Fecha 2   | Fecha 2           | Fecha 2                    | Fecha 2    |
| Local              | Resultado | Visitante         | Estadio                    | Fecha      |
| ------------------ | --------- | ----------------- | -------------------------- | ---------- |
| Argentinos Juniors | 3 - 5     | River Plate       | Argentinos Juniors         | 9 de marzo |
| Boca Juniors       | 3 - 1     | All Boys          | La Bombonera               | 9 de marzo |
| Ferro Carril Oeste | 0 - 1     | Independiente     | Estadio Vélez Sarsfield    | 9 de marzo |
| Colón              | 0 - 0     | Vélez Sarsfield   | Brigadier Estanislao López | 9 de marzo |
| San Lorenzo        | 2 - 2     | Rosario Central   | El Gasómetro               | 9 de marzo |
| Newell's Old Boys  | 0 - 2     | Huracán           | El Gigante de Arroyito     | 9 de marzo |
| Gimnasia (LP)      | 0 - 2     | Chacarita Juniors | Del Bosque                 | 9 de marzo |
| Atlanta            | 2 - 1     | Estudiantes       | Atlanta                    | 9 de marzo |
| Libre: Racing Club |           |                   |                            |            |

| Fecha 3                   | Fecha 3   | Fecha 3            | Fecha 3                | Fecha 3     |
| Local                     | Resultado | Visitante          | Estadio                | Fecha       |
| ------------------------- | --------- | ------------------ | ---------------------- | ----------- |
| River Plate               | 2 - 1     | Newell's Old Boys  | Monumental             | 16 de marzo |
| Rosario Central           | 0 - 1     | Boca Juniors       | El Gigante de Arroyito | 18 de marzo |
| Vélez Sarsfield           | 1 - 0     | Racing Club        | José Amalfitani        | 18 de marzo |
| Chacarita Juniors         | 1 - 2     | San Lorenzo        | Chacarita              | 18 de marzo |
| Independiente             | 4 - 0     | Gimnasia (LP)      | La Doble Visera        | 18 de marzo |
| Estudiantes               | 2 - 0     | Colón              | Estudiantes            | 18 de marzo |
| Huracán                   | 5 - 2     | Atlanta            | Tomás A. Ducó          | 18 de marzo |
| All Boys                  | 1 - 3     | Argentinos Juniors | Atlanta                | 18 de marzo |
| Libre: Ferro Carril Oeste |           |                    |                        |             |

| Fecha 4                | Fecha 4   | Fecha 4            | Fecha 4                    | Fecha 4     |
| Local                  | Resultado | Visitante          | Estadio                    | Fecha       |
| ---------------------- | --------- | ------------------ | -------------------------- | ----------- |
| Atlanta                | 2 - 1     | River Plate        | Atlanta                    | 25 de marzo |
| Boca Juniors           | 6 - 0     | Chacarita Juniors  | La Bombonera               | 25 de marzo |
| San Lorenzo            | 1 - 1     | Independiente      | El Gasómetro               | 25 de marzo |
| Newell's Old Boys      | 3 - 0     | All Boys           | Newell's Old Boys          | 25 de marzo |
| Colón                  | 1 - 3     | Huracán            | Brigadier Estanislao López | 25 de marzo |
| Gimnasia (LP)          | 1 - 0     | Ferro Carril Oeste | Del Bosque                 | 25 de marzo |
| Racing Club            | 1 - 1     | Estudiantes        | El Cilindro                | 25 de marzo |
| Argentinos Juniors     | 1 - 0     | Rosario Central    | Argentinos Juniors         | 25 de marzo |
| Libre: Vélez Sarsfield |           |                    |                            |             |

| Fecha 5              | Fecha 5   | Fecha 5            | Fecha 5                | Fecha 5     |
| Local                | Resultado | Visitante          | Estadio                | Fecha       |
| -------------------- | --------- | ------------------ | ---------------------- | ----------- |
| Estudiantes          | 1 - 1     | Vélez Sarsfield    | Estudiantes            | 30 de marzo |
| River Plate          | 3 - 2     | Colón              | Monumental             | 4 de abril  |
| Huracán              | 5 - 0     | Racing Club        | Tomás A. Ducó          | 4 de abril  |
| Ferro Carril Oeste   | 1 - 3     | San Lorenzo        | Ferro Carril Oeste     | 4 de abril  |
| Rosario Central      | 4 - 1     | Newell's Old Boys  | El Gigante de Arroyito | 4 de abril  |
| Chacarita Juniors    | 4 - 1     | Argentinos Juniors | Chacarita              | 4 de abril  |
| All Boys             | 0 - 2     | Atlanta            | Islas Malvinas         | 4 de abril  |
| Independiente        | 2 - 0     | Boca Juniors       | La Doble Visera        | 16 de abril |
| Libre: Gimnasia (LP) |           |                    |                        |             |

| Fecha 6            | Fecha 6   | Fecha 6            | Fecha 6                    | Fecha 6    |
| Local              | Resultado | Visitante          | Estadio                    | Fecha      |
| ------------------ | --------- | ------------------ | -------------------------- | ---------- |
| San Lorenzo        | 2 - 1     | Gimnasia (LP)      | El Gasómetro               | 7 de abril |
| Racing Club        | 1 - 3     | River Plate        | El Cilindro                | 7 de abril |
| Boca Juniors       | 2 - 1     | Ferro Carril Oeste | La Bombonera               | 7 de abril |
| Vélez Sarsfield    | 0 - 1     | Huracán            | José Amalfitani            | 7 de abril |
| Argentinos Juniors | 2 - 1     | Independiente      | Argentinos Juniors         | 7 de abril |
| Atlanta            | 1 - 3     | Rosario Central    | Atlanta                    | 7 de abril |
| Newell's Old Boys  | 0 - 0     | Chacarita Juniors  | Newell's Old Boys          | 7 de abril |
| Colón              | 1 - 1     | All Boys           | Brigadier Estanislao López | 7 de abril |
| Libre: Estudiantes |           |                    |                            |            |

| Fecha 7            | Fecha 7   | Fecha 7            | Fecha 7                | Fecha 7     |
| Local              | Resultado | Visitante          | Estadio                | Fecha       |
| ------------------ | --------- | ------------------ | ---------------------- | ----------- |
| Huracán            | 3 - 3     | Estudiantes        | El Gasómetro           | 12 de abril |
| River Plate        | 2 - 4     | Vélez Sarsfield    | Monumental             | 13 de abril |
| Gimnasia (LP)      | 1 - 2     | Boca Juniors       | Del Bosque             | 13 de abril |
| Independiente      | 5 - 3     | Newell's Old Boys  | La Doble Visera        | 13 de abril |
| All Boys           | 0 - 2     | Racing Club        | Argentinos Juniors     | 13 de abril |
| Chacarita Juniors  | 0 - 0     | Atlanta            | Chacarita              | 13 de abril |
| Rosario Central    | 1 - 0     | Colón              | El Gigante de Arroyito | 13 de abril |
| Ferro Carril Oeste | 3 - 1     | Argentinos Juniors | Ferro Carril Oeste     | 13 de abril |
| Libre: San Lorenzo |           |                    |                        |             |

| Fecha 8            | Fecha 8   | Fecha 8            | Fecha 8                    | Fecha 8     |
| Local              | Resultado | Visitante          | Estadio                    | Fecha       |
| ------------------ | --------- | ------------------ | -------------------------- | ----------- |
| Estudiantes        | 1 - 2     | River Plate        | Estudiantes                | 19 de abril |
| Racing Club        | 3 - 1     | Rosario Central    | El Cilindro                | 19 de abril |
| Boca Juniors       | 1 - 1     | San Lorenzo        | La Bombonera               | 19 de abril |
| Vélez Sarsfield    | 0 - 0     | All Boys           | José Amalfitani            | 19 de abril |
| Argentinos Juniors | 2 - 0     | Gimnasia (LP)      | Argentinos Juniors         | 19 de abril |
| Atlanta            | 0 - 1     | Independiente      | Atlanta                    | 19 de abril |
| Newell's Old Boys  | 4 - 1     | Ferro Carril Oeste | Newell's Old Boys          | 19 de abril |
| Colón              | 0 - 0     | Chacarita Juniors  | Brigadier Estanislao López | 19 de abril |
| Libre: Huracán     |           |                    |                            |             |

| Fecha 9             | Fecha 9   | Fecha 9            | Fecha 9                | Fecha 9     |
| Local               | Resultado | Visitante          | Estadio                | Fecha       |
| ------------------- | --------- | ------------------ | ---------------------- | ----------- |
| Independiente       | 2 - 0     | Colón              | La Doble Visera        | 21 de abril |
| Rosario Central     | 2 - 0     | Vélez Sarsfield    | El Gigante de Arroyito | 22 de abril |
| Ferro Carril Oeste  | 1 - 2     | Atlanta            | Ferro Carril Oeste     | 22 de abril |
| Gimnasia (LP)       | 1 - 1     | Newell's Old Boys  | Del Bosque             | 22 de abril |
| All Boys            | 2 - 2     | Estudiantes        | Islas Malvinas         | 22 de abril |
| River Plate         | 1 - 0     | Huracán            | Monumental             | 22 de abril |
| Chacarita Juniors   | 0 - 0     | Racing Club        | Chacarita              | 22 de abril |
| San Lorenzo         | 0 - 1     | Argentinos Juniors | El Gasómetro           | 22 de abril |
| Libre: Boca Juniors |           |                    |                        |             |

| Fecha 10           | Fecha 10  | Fecha 10           | Fecha 10                   | Fecha 10    |
| Local              | Resultado | Visitante          | Estadio                    | Fecha       |
| ------------------ | --------- | ------------------ | -------------------------- | ----------- |
| Huracán            | 2 - 1     | All Boys           | José Amalfitani            | 27 de abril |
| Argentinos Juniors | 0 - 0     | Boca Juniors       | El Gasómetro               | 29 de abril |
| Racing Club        | 0 - 0     | Independiente      | El Cilindro                | 29 de abril |
| Vélez Sarsfield    | 1 - 1     | Chacarita Juniors  | José Amalfitani            | 29 de abril |
| Newell's Old Boys  | 2 - 0     | San Lorenzo        | Newell's Old Boys          | 29 de abril |
| Atlanta            | 0 - 3     | Gimnasia (LP)      | Atlanta                    | 29 de abril |
| Estudiantes        | 3 - 1     | Rosario Central    | Estudiantes                | 29 de abril |
| Colón              | 2 - 0     | Ferro Carril Oeste | Brigadier Estanislao López | 29 de abril |
| Libre: River Plate |           |                    |                            |             |

| Fecha 11                  | Fecha 11  | Fecha 11          | Fecha 11               | Fecha 11  |
| Local                     | Resultado | Visitante         | Estadio                | Fecha     |
| ------------------------- | --------- | ----------------- | ---------------------- | --------- |
| Boca Juniors              | 6 - 1     | Newell's Old Boys | La Bombonera           | 4 de mayo |
| All Boys                  | 1 - 2     | River Plate       | José Amalfitani        | 6 de mayo |
| Rosario Central           | 0 - 5     | Huracán           | El Gigante de Arroyito | 6 de mayo |
| Chacarita Juniors         | 1 - 2     | Estudiantes       | Chacarita              | 6 de mayo |
| Gimnasia (LP)             | 2 - 2     | Colón             | Del Bosque             | 6 de mayo |
| San Lorenzo               | 4 - 2     | Atlanta           | El Gasómetro           | 6 de mayo |
| Ferro Carril Oeste        | 0 - 1     | Racing Club       | Ferro Carril Oeste     | 6 de mayo |
| Independiente             | 2 - 2     | Vélez Sarsfield   | La Doble Visera        | 6 de mayo |
| Libre: Argentinos Juniors |           |                   |                        |           |

| Fecha 12          | Fecha 12  | Fecha 12           | Fecha 12                   | Fecha 12   |
| Local             | Resultado | Visitante          | Estadio                    | Fecha      |
| ----------------- | --------- | ------------------ | -------------------------- | ---------- |
| River Plate       | 4 - 3     | Rosario Central    | Monumental                 | 11 de mayo |
| Huracán           | 2 - 0     | Chacarita Juniors  | Tomás A. Ducó              | 13 de mayo |
| Racing Club       | 2 - 2     | Gimnasia (LP)      | El Cilindro                | 13 de mayo |
| Estudiantes       | 1 - 2     | Independiente      | Estudiantes                | 13 de mayo |
| Newell's Old Boys | 2 - 2     | Argentinos Juniors | Newell's Old Boys          | 13 de mayo |
| Atlanta           | 1 - 0     | Boca Juniors       | Atlanta                    | 13 de mayo |
| Vélez Sarsfield   | 3 - 0     | Ferro Carril Oeste | José Amalfitani            | 13 de mayo |
| Colón             | 2 - 1     | San Lorenzo        | Brigadier Estanislao López | 13 de mayo |
| Libre: All Boys   |           |                    |                            |            |

| Fecha 13                 | Fecha 13  | Fecha 13        | Fecha 13               | Fecha 13   |
| Local                    | Resultado | Visitante       | Estadio                | Fecha      |
| ------------------------ | --------- | --------------- | ---------------------- | ---------- |
| Boca Juniors             | 2 - 1     | Colón           | La Bombonera           | 18 de mayo |
| Chacarita Juniors        | 2 - 2     | River Plate     | José Amalfitani        | 20 de mayo |
| Rosario Central          | 1 - 0     | All Boys        | El Gigante de Arroyito | 20 de mayo |
| Argentinos Juniors       | 1 - 0     | Atlanta         | Argentinos Juniors     | 20 de mayo |
| Gimnasia (LP)            | 5 - 1     | Vélez Sarsfield | Del Bosque             | 20 de mayo |
| San Lorenzo              | 3 - 1     | Racing Club     | El Gasómetro           | 20 de mayo |
| Ferro Carril Oeste       | 1 - 2     | Estudiantes     | Ferro Carril Oeste     | 20 de mayo |
| Independiente            | 1 - 2     | Huracán         | La Doble Visera        | 20 de mayo |
| Libre: Newell's Old Boys |           |                 |                        |            |

| Fecha 14               | Fecha 14  | Fecha 14           | Fecha 14                   | Fecha 14   |
| Local                  | Resultado | Visitante          | Estadio                    | Fecha      |
| ---------------------- | --------- | ------------------ | -------------------------- | ---------- |
| Atlanta                | 1 - 0     | Newell's Old Boys  | Atlanta                    | 26 de mayo |
| River Plate            | 2 - 2     | Independiente      | Monumental                 | 27 de mayo |
| Huracán                | 5 - 2     | Ferro Carril Oeste | Tomás A. Ducó              | 27 de mayo |
| Racing Club            | 0 - 2     | Boca Juniors       | El Cilindro                | 27 de mayo |
| Estudiantes            | 1 - 3     | Gimnasia (LP)      | Estudiantes                | 27 de mayo |
| All Boys               | 3 - 4     | Chacarita Juniors  | Argentinos Juniors         | 27 de mayo |
| Vélez Sarsfield        | 4 - 1     | San Lorenzo        | José Amalfitani            | 27 de mayo |
| Colón                  | 1 - 0     | Argentinos Juniors | Brigadier Estanislao López | 27 de mayo |
| Libre: Rosario Central |           |                    |                            |            |

| Fecha 15           | Fecha 15  | Fecha 15        | Fecha 15           | Fecha 15   |
| Local              | Resultado | Visitante       | Estadio            | Fecha      |
| ------------------ | --------- | --------------- | ------------------ | ---------- |
| Gimnasia (LP)      | 2 - 2     | Huracán         | Del Bosque         | 1 de junio |
| Chacarita Juniors  | 3 - 2     | Rosario Central | José Amalfitani    | 3 de junio |
| Newell's Old Boys  | 2 - 2     | Colón           | Newell's Old Boys  | 3 de junio |
| Argentinos Juniors | 2 - 0     | Racing Club     | Argentinos Juniors | 3 de junio |
| Boca Juniors       | 1 - 2     | Vélez Sarsfield | La Bombonera       | 3 de junio |
| San Lorenzo        | 4 - 1     | Estudiantes     | El Gasómetro       | 3 de junio |
| Ferro Carril Oeste | 1 - 3     | River Plate     | Ferro Carril Oeste | 3 de junio |
| Independiente      | 1 - 0     | All Boys        | La Doble Visera    | 3 de junio |
| Libre: Atlanta     |           |                 |                    |            |

| Fecha 16                 | Fecha 16  | Fecha 16           | Fecha 16                   | Fecha 16    |
| Local                    | Resultado | Visitante          | Estadio                    | Fecha       |
| ------------------------ | --------- | ------------------ | -------------------------- | ----------- |
| Vélez Sarsfield          | 2 - 2     | Argentinos Juniors | José Amalfitani            | 9 de junio  |
| All Boys                 | 0 - 1     | Ferro Carril Oeste | All Boys                   | 10 de junio |
| River Plate              | 3 - 3     | Gimnasia (LP)      | Monumental                 | 10 de junio |
| Huracán                  | 2 - 2     | San Lorenzo        | Tomás A. Ducó              | 10 de junio |
| Racing Club              | 4 - 1     | Newell's Old Boys  | El Cilindro                | 10 de junio |
| Estudiantes              | 1 - 1     | Boca Juniors       | Estudiantes                | 10 de junio |
| Rosario Central          | 1 - 1     | Independiente      | El Gigante de Arroyito     | 10 de junio |
| Colón                    | 1 - 3     | Atlanta            | Brigadier Estanislao López | 10 de junio |
| Libre: Chacarita Juniors |           |                    |                            |             |

| Fecha 17           | Fecha 17  | Fecha 17          | Fecha 17           | Fecha 17    |
| Local              | Resultado | Visitante         | Estadio            | Fecha       |
| ------------------ | --------- | ----------------- | ------------------ | ----------- |
| Independiente      | 1 - 0     | Chacarita Juniors | La Doble Visera    | 22 de junio |
| Gimnasia (LP)      | 2 - 3     | All Boys          | Del Bosque         | 24 de junio |
| Atlanta            | 3 - 1     | Racing Club       | Atlanta            | 24 de junio |
| Newell's Old Boys  | 2 - 0     | Vélez Sarsfield   | Newell's Old Boys  | 24 de junio |
| Argentinos Juniors | 0 - 0     | Estudiantes       | Argentinos Juniors | 24 de junio |
| Boca Juniors       | 4 - 1     | Huracán           | La Bombonera       | 24 de junio |
| San Lorenzo        | 2 - 1     | River Plate       | El Gasómetro       | 24 de junio |
| Ferro Carril Oeste | 1 - 2     | Rosario Central   | Ferro Carril Oeste | 24 de junio |
| Libre: Colón       |           |                   |                    |             |

### Tabla de posiciones de la primera rueda
| Pos. | Equipo                  | Pts. | PJ | PG | PE | PP | GF | GC | Dif. |
| ---- | ----------------------- | ---- | -- | -- | -- | -- | -- | -- | ---- |
| 1.º  | Huracán                 | 25   | 16 | 11 | 3  | 2  | 46 | 20 | 26   |
| 2.º  | Independiente           | 23   | 16 | 9  | 5  | 2  | 27 | 14 | 13   |
| 3.º  | River Plate             | 23   | 16 | 10 | 3  | 3  | 38 | 29 | 9    |
| 4.º  | Boca Juniors            | 21   | 16 | 9  | 3  | 4  | 32 | 15 | 17   |
| 5.º  | San Lorenzo             | 20   | 16 | 8  | 4  | 4  | 31 | 24 | 7    |
| 6.º  | Vélez Sarsfield         | 18   | 16 | 6  | 6  | 4  | 24 | 20 | 4    |
| 7.º  | Argentinos Juniors      | 18   | 16 | 7  | 4  | 5  | 22 | 25 | −3   |
| 8.º  | Atlanta                 | 17   | 16 | 8  | 1  | 7  | 21 | 25 | −4   |
| 9.º  | Estudiantes             | 16   | 16 | 5  | 6  | 5  | 25 | 26 | −1   |
| 10.º | Rosario Central         | 15   | 16 | 6  | 3  | 7  | 24 | 27 | −3   |
| 11.º | Chacarita Juniors       | 15   | 16 | 4  | 7  | 5  | 18 | 22 | −4   |
| 12.º | Gimnasia y Esgrima (LP) | 14   | 16 | 4  | 6  | 6  | 27 | 28 | −1   |
| 13.º | Racing Club             | 13   | 16 | 4  | 5  | 7  | 17 | 25 | −8   |
| 14.º | Newell's Old Boys       | 12   | 16 | 4  | 4  | 8  | 25 | 33 | −8   |
| 15.º | Colón                   | 12   | 16 | 3  | 6  | 7  | 16 | 23 | −7   |
| 16.º | All Boys                | 5    | 16 | 1  | 3  | 12 | 14 | 32 | −18  |
| 17.º | Ferro Carril Oeste      | 5    | 16 | 2  | 1  | 13 | 13 | 32 | −19  |

### Segunda rueda
| Fecha 18             | Fecha 18  | Fecha 18          | Fecha 18                   | Fecha 18    |
| Local                | Resultado | Visitante         | Estadio                    | Fecha       |
| -------------------- | --------- | ----------------- | -------------------------- | ----------- |
| Colón                | 2 - 2     | Racing Club       | Brigadier Estanislao López | 27 de junio |
| Boca Juniors         | 5 - 2     | River Plate       | La Bombonera               | 27 de junio |
| San Lorenzo          | 3 - 1     | All Boys          | El Gasómetro               | 27 de junio |
| Atlanta              | 1 - 0     | Vélez Sarsfield   | Atlanta                    | 27 de junio |
| Newell's Old Boys    | 3 - 2     | Estudiantes       | Newell's Old Boys          | 27 de junio |
| Argentinos Juniors   | 1 - 2     | Huracán           | Argentinos Juniors         | 27 de junio |
| Ferro Carril Oeste   | 1 - 1     | Chacarita Juniors | Ferro Carril Oeste         | 27 de junio |
| Gimnasia (LP)        | 1 - 2     | Rosario Central   | Del Bosque                 | 28 de junio |
| Libre: Independiente |           |                   |                            |             |

| Fecha 19           | Fecha 19  | Fecha 19           | Fecha 19               | Fecha 19    |
| Local              | Resultado | Visitante          | Estadio                | Fecha       |
| ------------------ | --------- | ------------------ | ---------------------- | ----------- |
| Independiente      | 3 - 1     | Ferro Carril Oeste | La Doble Visera        | 29 de junio |
| All Boys           | 1 - 7     | Boca Juniors       | El Gasómetro           | 1 de julio  |
| River Plate        | 1 - 0     | Argentinos Juniors | Monumental             | 1 de julio  |
| Vélez Sarsfield    | 5 - 3     | Colón              | José Amalfitani        | 1 de julio  |
| Rosario Central    | 1 - 1     | San Lorenzo        | El Gigante de Arroyito | 1 de julio  |
| Huracán            | 3 - 2     | Newell's Old Boys  | Tomás A. Ducó          | 1 de julio  |
| Chacarita Juniors  | 1 - 2     | Gimnasia (LP)      | Atlanta                | 1 de julio  |
| Estudiantes        | 1 - 1     | Atlanta            | Estudiantes            | 1 de julio  |
| Libre: Racing Club |           |                    |                        |             |

| Fecha 21               | Fecha 21  | Fecha 21           | Fecha 21               | Fecha 21   |
| Local                  | Resultado | Visitante          | Estadio                | Fecha      |
| ---------------------- | --------- | ------------------ | ---------------------- | ---------- |
| Chacarita Juniors      | 1 - 2     | Boca Juniors       | José Amalfitani        | 4 de julio |
| Independiente          | 0 - 1     | San Lorenzo        | La Doble Visera        | 4 de julio |
| All Boys               | 2 - 0     | Newell's Old Boys  | Islas Malvinas         | 4 de julio |
| Huracán                | 1 - 0     | Colón              | Tomás A. Ducó          | 4 de julio |
| Ferro Carril Oeste     | 3 - 3     | Gimnasia (LP)      | Ferro Carril Oeste     | 4 de julio |
| Estudiantes            | 3 - 2     | Racing Club        | Estudiantes            | 4 de julio |
| Rosario Central        | 2 - 1     | Argentinos Juniors | El Gigante de Arroyito | 4 de julio |
| River Plate            | 2 - 1     | Atlanta            | Monumental             | 5 de julio |
| Libre: Vélez Sarsfield |           |                    |                        |            |

| Fecha 20                  | Fecha 20  | Fecha 20          | Fecha 20                   | Fecha 20   |
| Local                     | Resultado | Visitante         | Estadio                    | Fecha      |
| ------------------------- | --------- | ----------------- | -------------------------- | ---------- |
| Newell's Old Boys         | 0 - 2     | River Plate       | Newell's Old Boys          | 8 de julio |
| Boca Juniors              | 2 - 0     | Rosario Central   | La Bombonera               | 8 de julio |
| Racing Club               | 2 - 2     | Vélez Sarsfield   | El Cilindro                | 8 de julio |
| San Lorenzo               | 1 - 2     | Chacarita Juniors | El Gasómetro               | 8 de julio |
| Gimnasia (LP)             | 2 - 2     | Independiente     | Del Bosque                 | 8 de julio |
| Colón                     | 3 - 2     | Estudiantes       | Brigadier Estanislao López | 8 de julio |
| Atlanta                   | 0 - 1     | Huracán           | Atlanta                    | 8 de julio |
| Argentinos Juniors        | 0 - 0     | All Boys          | Argentinos Juniors         | 8 de julio |
| Libre: Ferro Carril Oeste |           |                   |                            |            |

| Fecha 22             | Fecha 22  | Fecha 22           | Fecha 22                   | Fecha 22    |
| Local                | Resultado | Visitante          | Estadio                    | Fecha       |
| -------------------- | --------- | ------------------ | -------------------------- | ----------- |
| San Lorenzo          | 1 - 0     | Ferro Carril Oeste | El Gasómetro               | 14 de julio |
| Colón                | 1 - 1     | River Plate        | Brigadier Estanislao López | 15 de julio |
| Racing Club          | 0 - 0     | Huracán            | El Cilindro                | 15 de julio |
| Vélez Sarsfield      | 2 - 1     | Estudiantes        | José Amalfitani            | 15 de julio |
| Newell's Old Boys    | 0 - 1     | Rosario Central    | Newell's Old Boys          | 15 de julio |
| Argentinos Juniors   | 4 - 2     | Chacarita Juniors  | Argentinos Juniors         | 15 de julio |
| Atlanta              | 2 - 2     | All Boys           | Atlanta                    | 15 de julio |
| Boca Juniors         | 0 - 2     | Independiente      | La Bombonera               | 15 de julio |
| Libre: Gimnasia (LP) |           |                    |                            |             |

| Fecha 23           | Fecha 23  | Fecha 23           | Fecha 23               | Fecha 23    |
| Local              | Resultado | Visitante          | Estadio                | Fecha       |
| ------------------ | --------- | ------------------ | ---------------------- | ----------- |
| Independiente      | 3 - 2     | Argentinos Juniors | La Doble Visera        | 20 de julio |
| River Plate        | 1 - 2     | Racing Club        | Monumental             | 22 de julio |
| Ferro Carril Oeste | 3 - 2     | Boca Juniors       | Ferro Carril Oeste     | 22 de julio |
| All Boys           | 1 - 0     | Colón              | Islas Malvinas         | 22 de julio |
| Gimnasia (LP)      | 1 - 1     | San Lorenzo        | Del Bosque             | 22 de julio |
| Rosario Central    | 0 - 0     | Atlanta            | El Gigante de Arroyito | 22 de julio |
| Chacarita Juniors  | 0 - 2     | Newell's Old Boys  | José Amalfitani        | 22 de julio |
| Huracán            | 1 - 0     | Vélez Sarsfield    | Tomás A. Ducó          | 22 de julio |
| Libre: Estudiantes |           |                    |                        |             |

| Fecha 24           | Fecha 24  | Fecha 24           | Fecha 24                   | Fecha 24    |
| Local              | Resultado | Visitante          | Estadio                    | Fecha       |
| ------------------ | --------- | ------------------ | -------------------------- | ----------- |
| Racing Club        | 4 - 0     | All Boys           | El Cilindro                | 28 de julio |
| Vélez Sarsfield    | 2 - 1     | River Plate        | José Amalfitani            | 29 de julio |
| Boca Juniors       | 4 - 2     | Gimnasia (LP)      | El Gasómetro               | 29 de julio |
| Newell's Old Boys  | 2 - 0     | Independiente      | Newell's Old Boys          | 29 de julio |
| Estudiantes        | 0 - 1     | Huracán            | Estudiantes                | 29 de julio |
| Atlanta            | 0 - 1     | Chacarita Juniors  | Atlanta                    | 29 de julio |
| Colón              | 0 - 0     | Rosario Central    | Brigadier Estanislao López | 29 de julio |
| Argentinos Juniors | 4 - 2     | Ferro Carril Oeste | Argentinos Juniors         | 29 de julio |
| Libre: San Lorenzo |           |                    |                            |             |

| Fecha 25           | Fecha 25  | Fecha 25           | Fecha 25               | Fecha 25    |
| Local              | Resultado | Visitante          | Estadio                | Fecha       |
| ------------------ | --------- | ------------------ | ---------------------- | ----------- |
| Gimnasia (LP)      | 2 - 3     | Argentinos Juniors | Del Bosque             | 3 de agosto |
| River Plate        | 3 - 2     | Estudiantes        | Monumental             | 5 de agosto |
| Rosario Central    | 2 - 1     | Racing Club        | El Gigante de Arroyito | 5 de agosto |
| San Lorenzo        | 2 - 3     | Boca Juniors       | El Gasómetro           | 5 de agosto |
| All Boys           | 3 - 1     | Vélez Sarsfield    | Islas Malvinas         | 5 de agosto |
| Independiente      | 0 - 1     | Atlanta            | La Doble Visera        | 5 de agosto |
| Ferro Carril Oeste | 3 - 1     | Newell's Old Boys  | Ferro Carril Oeste     | 5 de agosto |
| Chacarita Juniors  | 1 - 4     | Colón              | Atlanta                | 5 de agosto |
| Libre: Huracán     |           |                    |                        |             |

| Fecha 26            | Fecha 26  | Fecha 26           | Fecha 26                   | Fecha 26     |
| Local               | Resultado | Visitante          | Estadio                    | Fecha        |
| ------------------- | --------- | ------------------ | -------------------------- | ------------ |
| Vélez Sarsfield     | 1 - 1     | Rosario Central    | José Amalfitani            | 10 de agosto |
| Colón               | 2 - 2     | Independiente      | Brigadier Estanislao López | 12 de agosto |
| Atlanta             | 1 - 0     | Ferro Carril Oeste | Atlanta                    | 12 de agosto |
| Newell's Old Boys   | 0 - 1     | Gimnasia (LP)      | Newell's Old Boys          | 12 de agosto |
| Estudiantes         | 2 - 0     | All Boys           | Estudiantes                | 12 de agosto |
| Huracán             | 0 - 1     | River Plate        | Tomás A. Ducó              | 12 de agosto |
| Racing Club         | 2 - 0     | Chacarita Juniors  | El Cilindro                | 12 de agosto |
| Argentinos Juniors  | 1 - 1     | San Lorenzo        | Argentinos Juniors         | 12 de agosto |
| Libre: Boca Juniors |           |                    |                            |              |

| Fecha 27           | Fecha 27  | Fecha 27           | Fecha 27               | Fecha 27     |
| Local              | Resultado | Visitante          | Estadio                | Fecha        |
| ------------------ | --------- | ------------------ | ---------------------- | ------------ |
| All Boys           | 0 - 2     | Huracán            | Argentinos Juniors     | 15 de agosto |
| Independiente      | 0 - 0     | Racing Club        | La Doble Visera        | 15 de agosto |
| Chacarita Juniors  | 2 - 1     | Vélez Sarsfield    | Atlanta                | 15 de agosto |
| San Lorenzo        | 0 - 1     | Newell's Old Boys  | El Gasómetro           | 15 de agosto |
| Gimnasia (LP)      | 2 - 1     | Atlanta            | Del Bosque             | 15 de agosto |
| Rosario Central    | 2 - 4     | Estudiantes        | El Gigante de Arroyito | 15 de agosto |
| Ferro Carril Oeste | 1 - 0     | Colón              | Ferro Carril Oeste     | 15 de agosto |
| Boca Juniors       | 3 - 1     | Argentinos Juniors | Atlanta                | 16 de agosto |
| Libre: River Plate |           |                    |                        |              |

| Fecha 28                  | Fecha 28  | Fecha 28           | Fecha 28                   | Fecha 28     |
| Local                     | Resultado | Visitante          | Estadio                    | Fecha        |
| ------------------------- | --------- | ------------------ | -------------------------- | ------------ |
| Racing Club               | 2 - 2     | Ferro Carril Oeste | El Cilindro                | 17 de agosto |
| Newell's Old Boys         | 2 - 0     | Boca Juniors       | Newell's Old Boys          | 19 de agosto |
| River Plate               | 1 - 3     | All Boys           | Monumental                 | 19 de agosto |
| Huracán                   | 1 - 1     | Rosario Central    | Tomás A. Ducó              | 19 de agosto |
| Estudiantes               | 1 - 0     | Chacarita Juniors  | Estudiantes                | 19 de agosto |
| Colón                     | 0 - 0     | Gimnasia (LP)      | Brigadier Estanislao López | 19 de agosto |
| Atlanta                   | 0 - 0     | San Lorenzo        | Atlanta                    | 19 de agosto |
| Vélez Sarsfield           | 2 - 0     | Independiente      | José Amalfitani            | 19 de agosto |
| Libre: Argentinos Juniors |           |                    |                            |              |

| Fecha 29           | Fecha 29  | Fecha 29          | Fecha 29               | Fecha 29     |
| Local              | Resultado | Visitante         | Estadio                | Fecha        |
| ------------------ | --------- | ----------------- | ---------------------- | ------------ |
| San Lorenzo        | 3 - 0     | Colón             | El Gasómetro           | 24 de agosto |
| Rosario Central    | 4 - 1     | River Plate       | El Gigante de Arroyito | 26 de agosto |
| Chacarita Juniors  | 0 - 0     | Huracán           | Atlanta                | 26 de agosto |
| Gimnasia (LP)      | 3 - 1     | Racing Club       | Del Bosque             | 26 de agosto |
| Independiente      | 0 - 1     | Estudiantes       | La Doble Visera        | 26 de agosto |
| Argentinos Juniors | 1 - 0     | Newell's Old Boys | Argentinos Juniors     | 26 de agosto |
| Boca Juniors       | 0 - 0     | Atlanta           | La Bombonera           | 26 de agosto |
| Ferro Carril Oeste | 3 - 1     | Vélez Sarsfield   | Ferro Carril Oeste     | 26 de agosto |
| Libre: All Boys    |           |                   |                        |              |

| Fecha 30                 | Fecha 30  | Fecha 30           | Fecha 30                   | Fecha 30        |
| Local                    | Resultado | Visitante          | Estadio                    | Fecha           |
| ------------------------ | --------- | ------------------ | -------------------------- | --------------- |
| River Plate              | 0 - 0     | Chacarita Juniors  | Monumental                 | 1 de septiembre |
| Colón                    | 0 - 2     | Boca Juniors       | Brigadier Estanislao López | 2 de septiembre |
| All Boys                 | 1 - 0     | Rosario Central    | Islas Malvinas             | 2 de septiembre |
| Atlanta                  | 1 - 0     | Argentinos Juniors | Atlanta                    | 2 de septiembre |
| Vélez Sarsfield          | 3 - 2     | Gimnasia (LP)      | José Amalfitani            | 2 de septiembre |
| Racing Club              | 1 - 1     | San Lorenzo        | El Cilindro                | 2 de septiembre |
| Estudiantes              | 1 - 0     | Ferro Carril Oeste | Estudiantes                | 2 de septiembre |
| Huracán                  | 1 - 0     | Independiente      | Tomás A. Ducó              | 2 de septiembre |
| Libre: Newell's Old Boys |           |                    |                            |                 |

| Fecha 31               | Fecha 31  | Fecha 31        | Fecha 31           | Fecha 31        |
| Local                  | Resultado | Visitante       | Estadio            | Fecha           |
| ---------------------- | --------- | --------------- | ------------------ | --------------- |
| Newell's Old Boys      | 2 - 0     | Atlanta         | Newell's Old Boys  | 7 de septiembre |
| Independiente          | 1 - 0     | River Plate     | La Doble Visera    | 7 de septiembre |
| Ferro Carril Oeste     | 0 - 0     | Huracán         | Ferro Carril Oeste | 7 de septiembre |
| Boca Juniors           | 1 - 1     | Racing Club     | La Bombonera       | 7 de septiembre |
| Gimnasia (LP)          | 1 - 1     | Estudiantes     | Del Bosque         | 7 de septiembre |
| San Lorenzo            | 2 - 0     | Vélez Sarsfield | Atlanta            | 7 de septiembre |
| Argentinos Juniors     | 0 - 0     | Colón           | Argentinos Juniors | 7 de septiembre |
| Chacarita Juniors      | 2 - 3     | All Boys        | Atlanta            | 8 de septiembre |
| Libre: Rosario Central |           |                 |                    |                 |

| Fecha 32        | Fecha 32  | Fecha 32           | Fecha 32               | Fecha 32         |
| Local           | Resultado | Visitante          | Estadio                | Fecha            |
| --------------- | --------- | ------------------ | ---------------------- | ---------------- |
| Racing Club     | 2 - 0     | Argentinos Juniors | El Cilindro            | 14 de septiembre |
| Huracán         | 1 - 2     | Gimnasia (LP)      | Tomás A. Ducó          | 16 de septiembre |
| Rosario Central | 1 - 1     | Chacarita Juniors  | El Gigante de Arroyito | 16 de septiembre |
| Colón           | 1 - 1     | Newell's Old Boys  | Newell's Old Boys      | 16 de septiembre |
| Vélez Sarsfield | 2 - 1     | Boca Juniors       | José Amalfitani        | 16 de septiembre |
| Estudiantes     | 0 - 0     | San Lorenzo        | Estudiantes            | 16 de septiembre |
| River Plate     | 1 - 1     | Ferro Carril Oeste | Monumental             | 16 de septiembre |
| All Boys        | 0 - 1     | Independiente      | Islas Malvinas         | 16 de septiembre |
| Libre: Atlanta  |           |                    |                        |                  |

| Fecha 33                 | Fecha 33  | Fecha 33        | Fecha 33           | Fecha 33         |
| Local                    | Resultado | Visitante       | Estadio            | Fecha            |
| ------------------------ | --------- | --------------- | ------------------ | ---------------- |
| San Lorenzo              | 1 - 0     | Huracán         | José Amalfitani    | 21 de septiembre |
| Argentinos Juniors       | 1 - 0     | Vélez Sarsfield | Argentinos Juniors | 21 de septiembre |
| Ferro Carril Oeste       | 2 - 1     | All Boys        | Ferro Carril Oeste | 21 de septiembre |
| Gimnasia (LP)            | 2 - 2     | River Plate     | Del Bosque         | 21 de septiembre |
| Newell's Old Boys        | 2 - 2     | Racing Club     | Newell's Old Boys  | 21 de septiembre |
| Independiente            | 3 - 1     | Rosario Central | La Doble Visera    | 21 de septiembre |
| Atlanta                  | 0 - 0     | Colón           | Atlanta            | 21 de septiembre |
| Boca Juniors             | 2 - 1     | Estudiantes     | La Bombonera       | 22 de septiembre |
| Libre: Chacarita Juniors |           |                 |                    |                  |

| Fecha 34          | Fecha 34  | Fecha 34           | Fecha 34               | Fecha 34         |
| Local             | Resultado | Visitante          | Estadio                | Fecha            |
| ----------------- | --------- | ------------------ | ---------------------- | ---------------- |
| Racing Club       | 3 - 3     | Atlanta            | El Cilindro            | 28 de septiembre |
| Chacarita Juniors | 2 - 0     | Independiente      | Chacarita Juniors      | 30 de septiembre |
| All Boys          | 2 - 1     | Gimnasia (LP)      | Malvinas Argentinas    | 30 de septiembre |
| Vélez Sarsfield   | 3 - 2     | Newell's Old Boys  | José Amalfitani        | 30 de septiembre |
| Estudiantes       | 4 - 0     | Argentinos Juniors | Estudiantes            | 30 de septiembre |
| Huracán           | 2 - 2     | Boca Juniors       | Tomás A. Ducó          | 30 de septiembre |
| River Plate       | 2 - 3     | San Lorenzo        | Monumental             | 30 de septiembre |
| Rosario Central   | 2 - 1     | Ferro Carril Oeste | El Gigante de Arroyito | 30 de septiembre |
| Libre: Colón      |           |                    |                        |                  |

### Tabla de posiciones de la segunda rueda
| Pos. | Equipo                  | Pts. | PJ | PG | PE | PP | GF | GC | Dif. |
| ---- | ----------------------- | ---- | -- | -- | -- | -- | -- | -- | ---- |
| 1.º  | Boca Juniors            | 21   | 16 | 9  | 3  | 4  | 37 | 22 | 15   |
| 2.º  | Huracán                 | 21   | 16 | 8  | 5  | 3  | 16 | 10 | 6    |
| 3.º  | San Lorenzo             | 20   | 16 | 7  | 6  | 3  | 21 | 13 | 8    |
| 4.º  | Rosario Central         | 18   | 16 | 6  | 6  | 4  | 20 | 19 | 1    |
| 5.º  | Racing Club             | 17   | 16 | 4  | 9  | 3  | 27 | 22 | 5    |
| 6.º  | Estudiantes             | 17   | 16 | 7  | 3  | 6  | 26 | 21 | 5    |
| 7.º  | Gimnasia y Esgrima (LP) | 16   | 16 | 5  | 6  | 5  | 27 | 27 | 0    |
| 8.º  | Vélez Sarsfield         | 16   | 16 | 7  | 2  | 7  | 25 | 26 | −1   |
| 9.º  | All Boys                | 16   | 16 | 7  | 2  | 7  | 20 | 28 | −8   |
| 10.º | Ferro Carril Oeste      | 15   | 16 | 5  | 5  | 6  | 23 | 24 | −1   |
| 11.º | Independiente           | 15   | 16 | 6  | 3  | 7  | 17 | 18 | −1   |
| 12.º | Atlanta                 | 15   | 16 | 4  | 7  | 5  | 12 | 14 | −2   |
| 13.º | River Plate             | 14   | 16 | 5  | 4  | 7  | 21 | 27 | −6   |
| 14.º | Newell's Old Boys       | 14   | 16 | 6  | 2  | 8  | 20 | 21 | −1   |
| 15.º | Argentinos Juniors      | 13   | 16 | 5  | 3  | 8  | 19 | 25 | −6   |
| 16.º | Chacarita Juniors       | 12   | 16 | 4  | 4  | 8  | 16 | 24 | −8   |
| 17.º | Colón                   | 12   | 16 | 2  | 8  | 6  | 16 | 22 | −6   |

## Descensos y ascensos
Al haberse anulado los descensos, con el ascenso de Banfield, el número de equipos participantes del Campeonato Metropolitano 1974 aumentó a 18.

## Goleadores
| Jugador              | Jugador            | Goles | Equipo           |
| -------------------- | ------------------ | ----- | ---------------- |
| Bandera de Argentina | Hugo Curioni       | 17    | Boca Juniors     |
| Bandera de Argentina | Oscar Más          | 17    | River Plate      |
| Bandera de Argentina | Ignacio Peña       | 17    | Estudiantes (LP) |
| Bandera de Argentina | Juan Gómez Voglino | 15    | Atlanta          |
| Bandera de Argentina | Omar Larrosa       | 15    | Huracán          |
| Bandera de Argentina | Osvaldo Potente    | 15    | Boca Juniors     |